# Méhész (folyóirat)
Méhész – Valló Zoltán szerkesztésében 1914-ben Temesvárt indult és 1935 decemberéig megjelent méhészegyesületi hivatalos közlöny. 1925-től kezdve címe: Apicultura-Bienenzüchter-Méhész, 1934-től csak román és német nyelvű a címe.